# Schwarze Sara (Tomate)
Schwarze Sara ist eine deutsche Tomatensorte. Sie ist von bräunlich-violetter Farbe, hat eine längliche Form und ähnelt auf den ersten Blick einer Aubergine. Sie ist sehr fleischig und hat einen fruchtigen Geschmack. Derzeit wird diese Sorte vor allem von Ökobauern wiederentdeckt und angebaut.